# فرودگاه شهرستان دونلون/ماریون
فرودگاه شهرستان دونلون/ماریون (به انگلیسی: Dunnellon/Marion County Airport) یک فرودگاه همگانی بهره‌برداری هوایی است که یک باند فرود آسفالت دارد و طول باند آن ۱۵۰۶ متر است. این فرودگاه در شهر دانلون، فلوریدا کشور ایالات متحده آمریکا قرار دارد و در ارتفاع ۲۰ متری از سطح دریا واقع شده است.